# Agapanthoideae

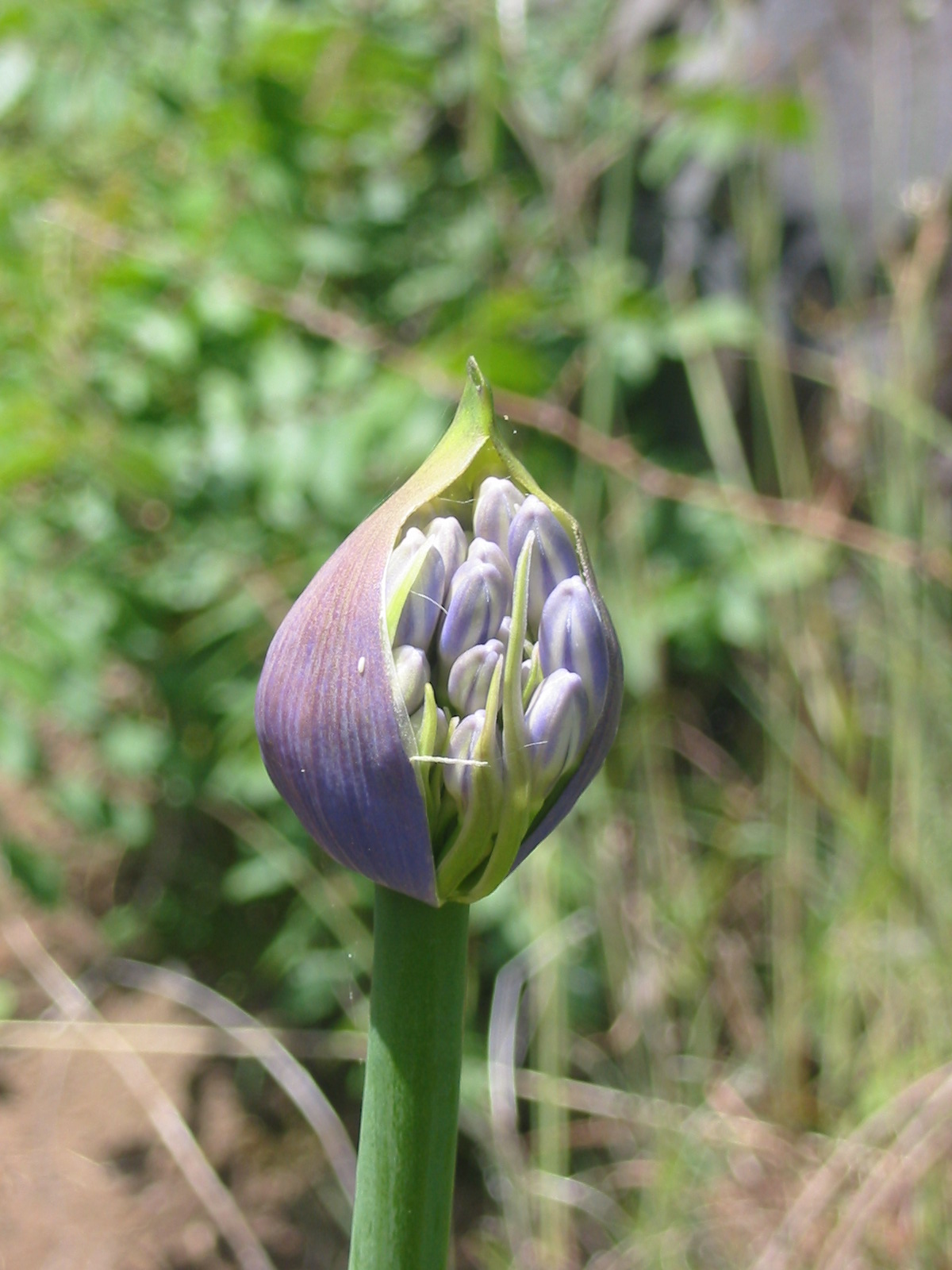
Inflorêscencia protegida por espata.

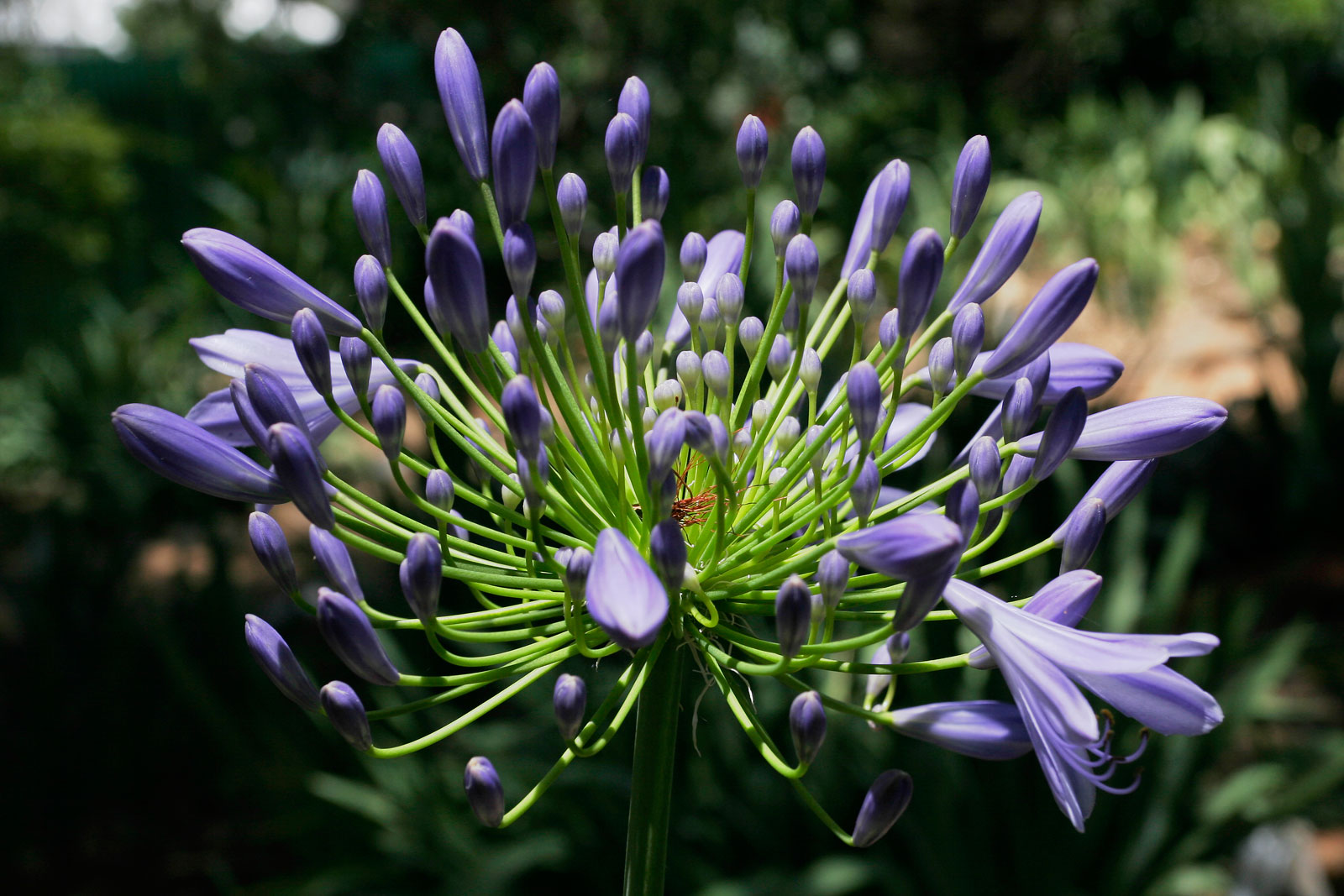
Inflorescência.

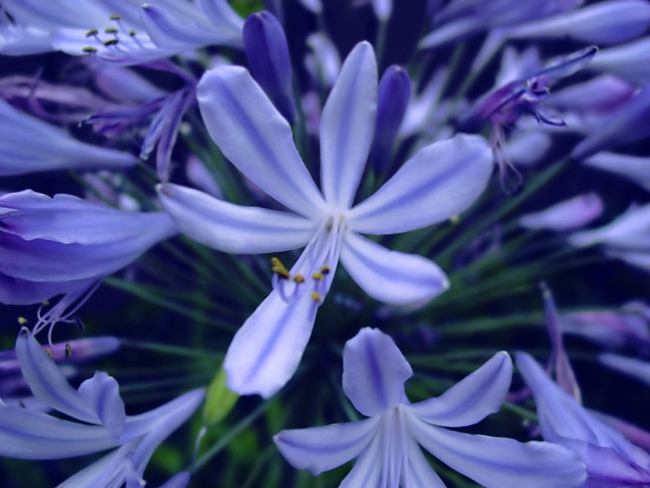
Agapanthus, detalhe de uma flor.

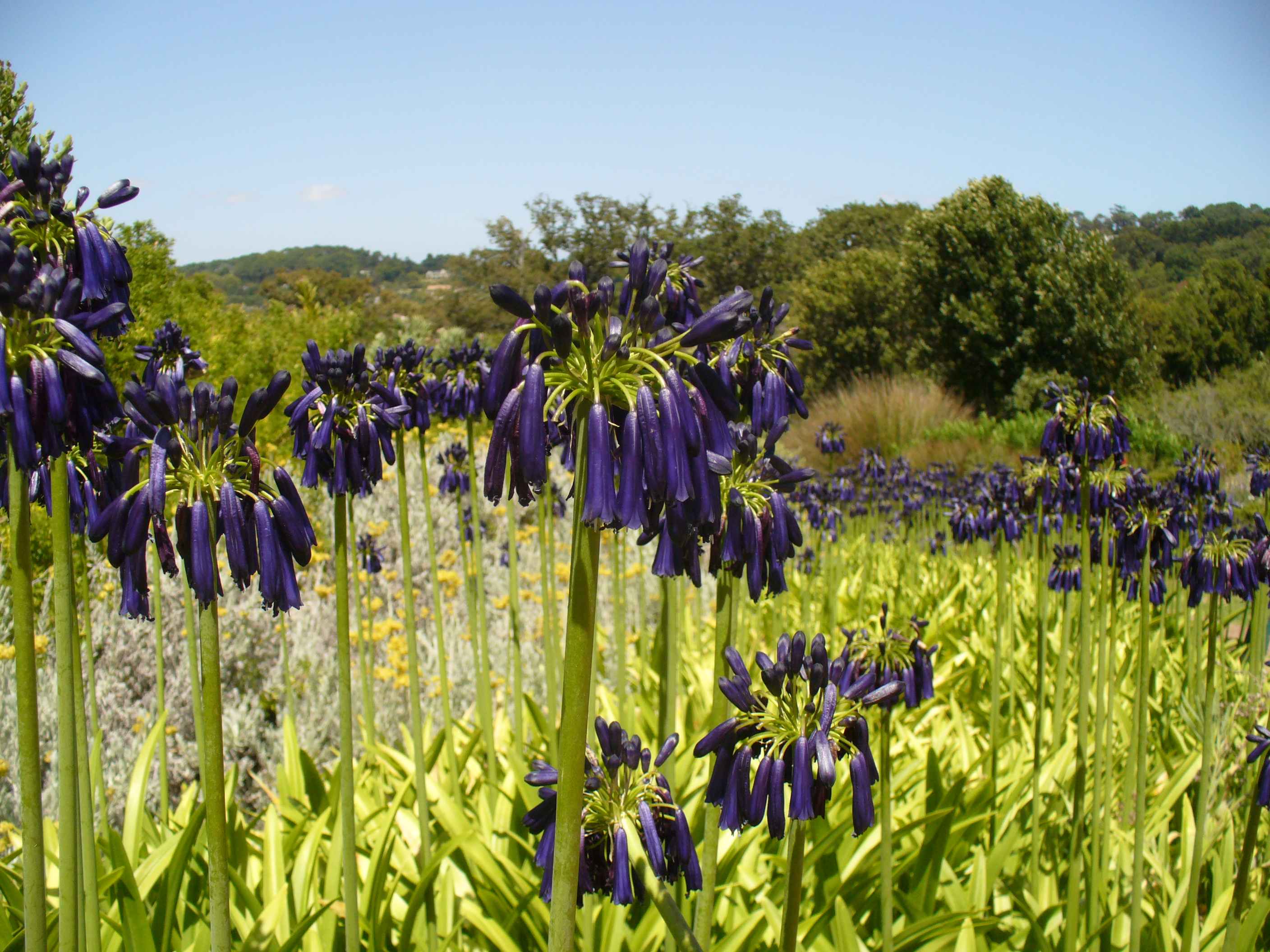
Agapanthus inapertus, inflorescências.

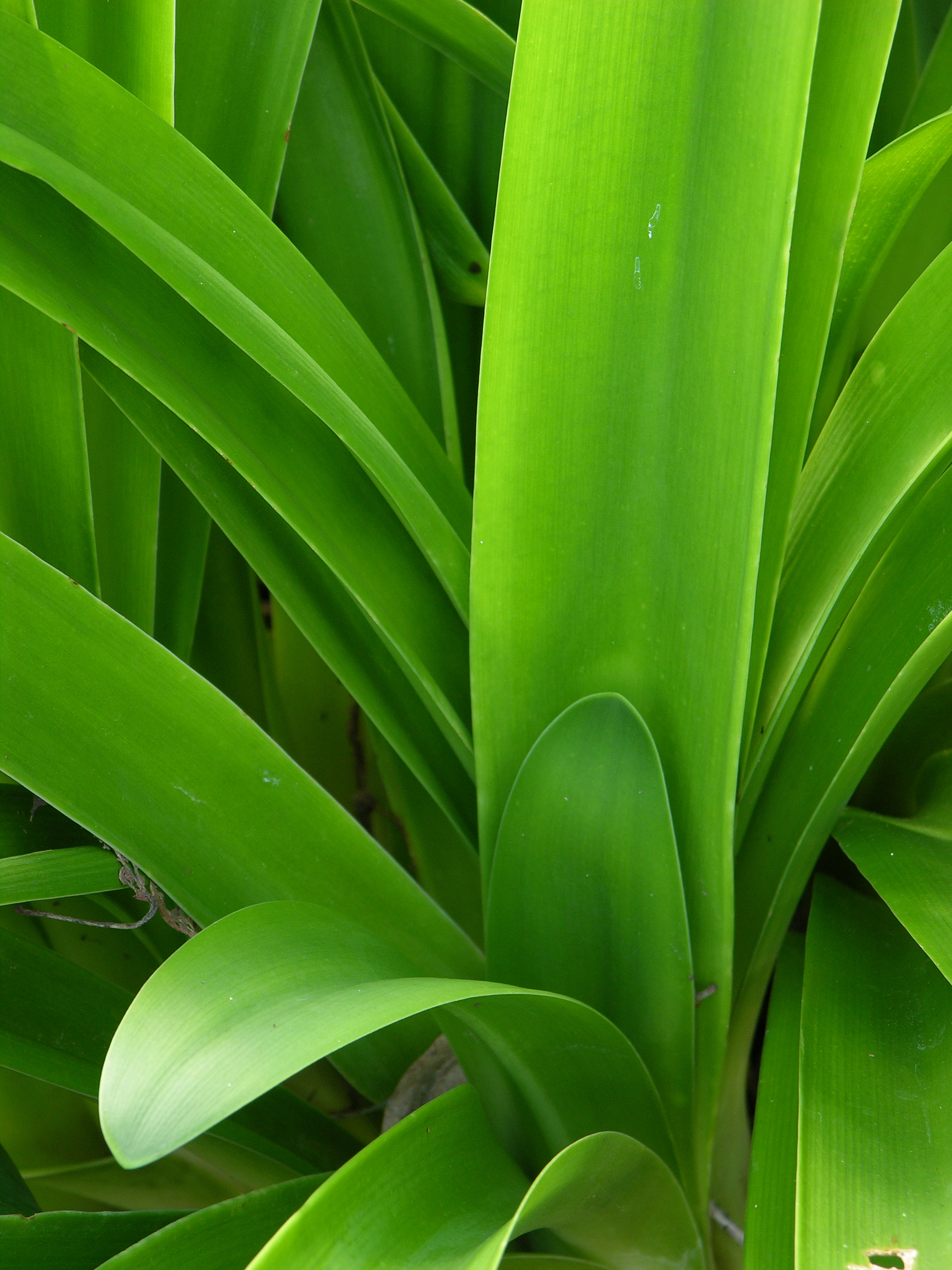
Folhas de Agapanthus.

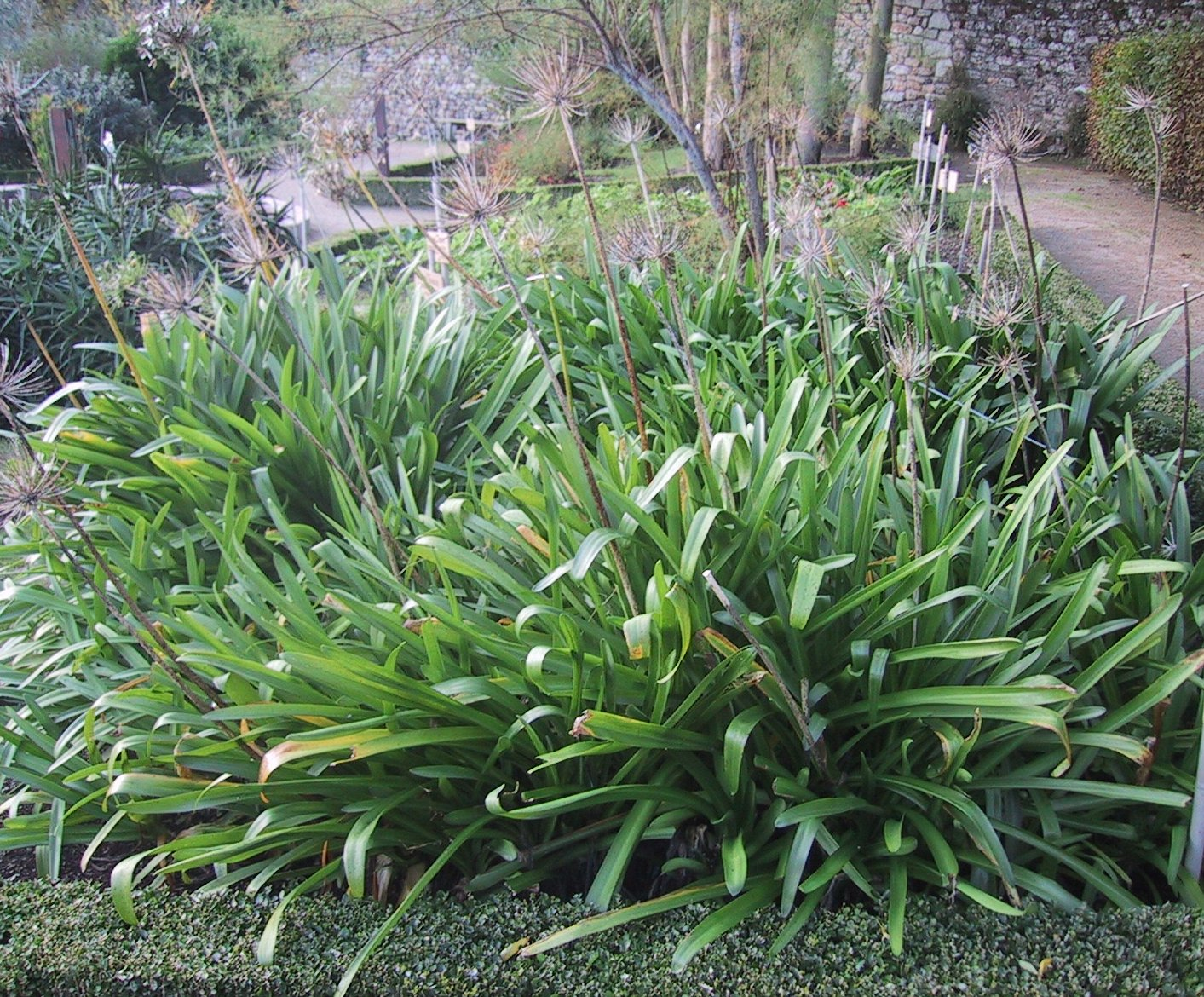
Agapanthus, vista geral.

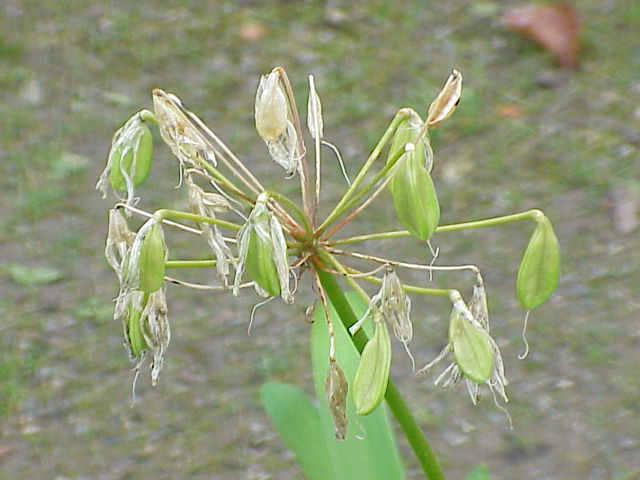
Frutos de Agapanthus.

Os agapantos (Agapanthoideae) são uma subfamília de plantas monocotiledóneas da família Amaryllidaceae, ordem Asparagales, anteriormente classificada como a família Agapanthaceae. A subfamília é monotípica incluindo apenas o género Agapanthus L'Hér, com seis espécies. A distribuição natural da subfamília está limitada à África do Sul, mas encontra-se amplamente difundida pelas regiões subtropicais e temperadas devido ao seu uso como plantas ornamentais.

## Descrição
São plantas herbáceas, perenes, com rizomas curtos, bastante robustas, endémicas da região costeira do sul da África, facilmente reconhecidas pelas suas folhass lineares arrosetadas, planas, linear-oblongas e bastante carnudas e pela sua inflorescência em umbela implantada na extremidade de um longo escapo áfilo, mais longo que as folhas. As inflorescências estão protegidas por brácteas unidas entre si ao longo de um dos bordos.
As flores são geralmente grandes, vistosas, bissexuadas, lactinomorfas ou ligeiramente zigomorfas, hermafroditas. As flores são homoclamídeas, ou seja, apresentam sépalas e pétalas semelhantes em coloração e tamanho, com o perigónio infundibuliforme, composto por 6 tépalas soldadas, azuis ou brancas. O androceu é composto por 6 estames inclusos com estiletes filiformes e anteras oblongas. O gineceu é gamocarpelar, tricarpelar, trilocular, com ovário súpero, trilocular, com os lóculos pluriovulados e placentação axial.
O fruto é uma cápsula com sementes aladas. A polinização é feita por insectos, principalmente abelhas.
O número cromossómico básico é x= 15, mas já se encontraram plantas com x= 14 e x=16. Os cromossomas apresentam um comprimento de 4 a 9 µm.
Todas as espécies de Agapanthus apresentam uma rica fitoquímica, produzindo fitoecdisteróides, compostos que estão relacionados com a defesa das plantas contra a herbivoria, nomeadamente do ataque por insectos que se alimentam das suas folhas. Comprovou-se que extractos das espécies de este género exibem propriedades antifúngicas com acção muito eficaz contra patógenos das plantas.
Foram determinadas as estruturas químicas de duas das principais antocianinas das flores azuis de Agapanthus, as quais são os únicos exemplos conhecidos de pigmentos nos quais o grupo acilo aromático e o flavonóide estão unidos por uma ligação covalente à antocianina.

## Etimologia e nomes comuns
O nome Agapanthus deriva das palavras gregas agape, "amor" e anthos, "flor", ou seja "flor do amor". Na sua região de distribuição natural, a espécie designa-se em africânder como "bloulelie" ou "agapant", em xhosa é "isicakathi" e em zulu, "ubani". Em português, o nome mais popular é "agapanto".

## Taxonomia
A espécie foi durante muito tempo considerada como pertencente à família das Liliaceae e à ordem Liliales. Nas classificações tradicionais das angiospérmicas, o género Agapanthus era incluído na ampla circunscrição das liliáceas, sendo que actualmente alguns botânicos continuam a manter essa classificação. As análises filogenéticos baseados no ADN e várias características morfológicos indicam que esta família está separada não apenas da circunscrição actual das liliáceas, mas também de outras duas famílias estritamente relacionadas: as aliáceas e as amarilidáceas. Por essa razão foi reconhecida pelos sistemas de classificação modernos, tais como o sistema de classificação APG II de 2003,  como uma família separada ou como uma subfamília dentro das Alliaceae sensu lato. Na publicação de 2009, o sistema APG III reconfirmou o critério de considerar as agapantáceas como uma subfamília, as Agapanthoideae, dentro da família das amarilidáceas.

## Ecologia
Agapanthus é um género oriundo do sul da África. As espécies perenifólias provêem das regiões com chuvas invernais da Província Ocidental do Cabo e da Província Oriental do Cabo e substituem anualmente algumas folhas com novas folhas que crescem no ápice do talo. As espécies de folha caduca provêem das regiões com chuvas estivais da Província Oriental do Cabo, KwaZulu-Natal, Lesoto, Estado Livre de Orange, Mpumalanga, Limpopo, Swazilândia e Moçambique. Estas espécies crescem rapidamente na primavera, quando começam as chuvas, perdendo pouco depois as folhas e permanecendo em repouso durante o inverno.
Todas as espécies do género têm distribuição natural em regiões com precipitações médias anuais superiores a 500 mm, repartidas em altitude desde o nível do mar até aos 2000 m acima do nível médio do mar.

## Taxonomia
O género Agapanthus foi estabelecido por L'Heritier em 1788. Desde a sua criação, a inclusão do género numa determinada família foi matéria controversa. Durante décadas Agapanthus foi integrado na família Liliaceae, como por exemplo, no Sistema de Cronquist (1981). Depois foi transferido para a família Amaryllidaceae e mais tarde novamente trasladado para a família Alliaceae.
O Grupo para a Classificação Filogénetica das Angiospérmicas na sua publicação de 1998 aceitou a coexistência das famílias Agapanthaceae, Alliaceae e Amaryllidaceae como três famílias independentes dentro da ordem Asparagales. No relatório de 2003 (APG II) o reconhecimento da família Agapanthaceae era opcional, pois as espécies do género Agapanthus podia alternativamente ser incluídas na família Alliaceae sensu lato.
As alioideas estão estreitamente aparentadas com as amarilidoideas e com as agapantoideas, sendo os três grupos herbáceas bolbosas com inflorescências terminais umbeladas, num escapo conspícuo e protegidas inferiormente por brácteas espatáceas. Ttodas estas características provavelmente são sinapomórficas. Não obstante, Agapanthaceae não apresenta o odor a alho característico das Alliaceae e as análises de ADN demostram que são mais próximas das Amaryllidaceae. O grupo separa-se desta última família pelo tipo de ovário, a presença de saponinas e a ausência dos alcalóides típicos das amarilidáceas.
No relatório de 2009, o sistema APG III reconfirmou o critério de considerar as três famílias como parte de uma grande circunscrição de Alliaceae, relegando as agapantáceas para a categoria de subfamília. Nesse contexto, em vez de conservar o nome Alliaceae, que tinha preeminência, foi aceite a proposta do taxonomista e especialista em plantas bolbosas Alan W. Meerow de utilizar para este grupo o nome Amaryllidaceae.

### As espécies deAgapanthus
Agapanthus é um género muito variável, apesar de todas as espécies que o integram terem uma aparência similar, com grossos rizomas, folhas em forma de longas tiras ou bandas e inflorescências em umbela no extremo de um escapo mais alto que as folhas. Em consequência dessa variabilidade, os botânicos sempre encontraram dificuldades na classificação das espécies deste género. Em 1965, Frances Leighton apresentou uma revisão do género Agapanthus, na qual reconhecia um total de 10 espécies. Quatro dessas espécies eram perenifólias (A. africanus, A. comptonii, A. praecox e A. walshii) e seis eram decíduas (A. campanulatus, A. caulescens, A. coddii, A. dyeri, A. inapertus e A. nutans).
O estudo de caracteres como o conteúdo de ADN nuclear, cor e vitalidade do pólen e comparações morfológicos, levaram a considerar: A. comptonii idêntico a A. praecox subsp. minimus; A. walshii uma subespécie de A. africanus; A. dyeri um sinónimo de A. inapertus subsp. intermedius; e A. nutans idêntico a A. caulescens. Como resultado desses estudos, muitas espécies foram reduzidas a sinonímia e outras categorizadas como subespécies, pelo que actualmente se considera que existem apenas duas espécies perenifólias (A. africanus e A. praecox) e quatro espécies caducifólias (A. campanulatus, A. caulescens, A. coddii e A. inapertus), o que perfaz um total de 6 espécies, muitas das quais apresentam uma ou mais subespécies.
- Agapanthus africanus (L.) Hoffmanns., Verz. Pfl.-Kult.: 35 (1824). Sudoeste do Cabo Ocidental.
  - Agapanthus africanus ssp. africanus.
  - Agapanthus africanus subsp. walshii (Leighton) Zonn. & Duncan (sin.: Agapanthus walshii L.Bolus, Ann. Bolus Herb. 3: 14 (1920)). Sudoeste do Cabo Ocidental.
- Agapanthus campanulatus F.M.Leight., S. African Gard. 24: 71 (1934). África do Sul.
  - Agapanthus campanulatus subsp. campanulatus. Leste do Cabo até ao KwaZulu-Natal.
  - Agapanthus campanulatus subsp. patens (F.M.Leight.) F.M.Leight., J. S. African Bot., Suppl. 4: 33 (1965). Gauteng ao Cabo Oriental (sin.: Agapanthus patens F.M.Leight.)
- Agapanthus caulescens Spreng., Gartenflora 1901: 21 (1901). África do Sul.
  - Agapanthus caulescens subsp. angustifolius F.M.Leight., J. S. African Bot., Suppl. 4: 36 (1965). Mpumalanga à Essuatíni.
  - Agapanthus caulescens subsp. caulescens. Mpumalanga à Província Oriental do Cabo.
  - Agapanthus caulescens subsp. gracilis (F.M.Leight.) F.M.Leight., J. S. African Bot., Suppl. 4: 31 (1965). Mpumalanga a KwaZulu-Natal. (sin.: Agapanthus gracilis F.M.Leight.)
- Agapanthus coddii F.M.Leight., J. S. African Bot., Suppl. 4: 36 (1965). Limpopo.
- Agapanthus inapertus Beauverd, Bull. Soc. Bot. Genève 2: 179 (1912). Sudoeste de Moçambique e África do Sul.
  - Agapanthus inapertus subsp. hollandii (F.M.Leight.) F.M.Leight., J. S. African Bot., Suppl. 4: 42 (1965). Mpumalanga. (sin.: Agapanthus hollandii F.M.Leight.)
  - Agapanthus inapertus subsp. inapertus. Província Setentrional do Cabo.
  - Agapanthus inapertus subsp. intermedius F.M.Leight., J. S. African Bot., Suppl. 4: 42 (1965). Sudoeste de Moçambique e Essuatíni.
  - Agapanthus inapertus subsp. parviflorus F.M.Leight., J. S. African Bot., Suppl. 4: 42 (1965). Mpumalanga (Lydenburg).
  - Agapanthus inapertus subsp. pendulus (L.Bolus) F.M.Leight., J. S. African Bot., Suppl. 4: 42 (1965). Mpumalanga. (sin.: Agapanthus pendulus L.Bolus)
- Agapanthus praecox Willd., Enum. Pl.: 353 (1809). Província Ocidental do Cabo e KwaZulu-Natal.
  - Agapanthus praecox subsp. minimus (Lindl.) F.M.Leight., J. S. African Bot., Suppl. 4: 22 (1965). Província Ocidental do Cabo. (sin.: Agapanthus umbellatus var. minimus Lindl.)
  - Agapanthus praecox subsp. orientalis (F.M.Leight.) F.M.Leight., J. S. African Bot., Suppl. 4: 21 (1965). Província Oriental do Cabo e KwaZulu-Natal. Amplamente cultivada como ornamental. Sin.: Agapanthus orientalis F.M.Leight.
  - Agapanthus praecox subsp. praecox. Província Oriental do Cabo e KwaZulu-Natal.

## Importância económica e cultural
Diversas espécies e cultivares de agapanto são usados como plantas ornamentais em jardins e parques. São espécies muito adaptáveis, resistentes e fáceis de cultivar, razão pela qual são muito usados em parques e jardins de baixa manutenção e nas bermas de estradas e auto-estradas. A época de floração é o final da primavera e o verão. Apesar de tolerarem qualquer tipo de solo, os melhores exemplares são obtidos em solos profundos e férteis. Crescem em pleno sol ou com sombra parcial. Exige irrigação intensa na primavera e verão, menos durante o inverno. Multiplicam-se por semente ou por divisão de touceiras no outono.